# Frailea phaeodisca
Frailea phaeodisca ist eine Pflanzenart in der Gattung Frailea aus der Familie der Kakteengewächse (Cactaceae). Das Artepitheton phaeodisca leitet sich von den griechischen Worten phaios für ‚bräunlich‘ sowie discus für ‚Scheibe‘ ab und verweist auf die Form und Farbe der Triebe der Art.

## Beschreibung
Frailea phaeodisca wächst einzeln mit abgeflacht kugelförmigen, dunkel graugrünen Körpern. Die Körper erreichen Durchmesser von 2 bis 7 Zentimeter. Die meist 30 Rippen sind in niedrige Höcker gegliedert. Die darauf befindlichen Areolen sind bräunlich schwarz.
Die 6 bis 12 weißlichen, 1 bis 4 Millimeter langen Dornen können nicht in Mittel- und Randdornen unterschieden werden.
Die gelben Blüten erreichen Durchmesser von bis zu 4 Zentimetern.

## Verbreitung, Systematik und Gefährdung
Frailea phaeodisca ist in Uruguay in den Departamentos Rivera, Tacuarembó, Durazno, Cerro Largo und Lavalleja sowie in Brasilien im Bundesstaat Rio Grande do Sul verbreitet.
Die Erstbeschreibung als Echinocactus pygmaeus var. phaeodiscus durch Carlo Luigi Spegazzini wurde 1905 veröffentlicht. 1923 stellte er die Varietät als Art in die Gattung Frailea. Weitere nomenklatorische Synonyme sind Frailea pygmaea var. phaeodisca (Speg.) Y.Itô (1952) und Astrophytum phaeodiscum (Speg.) Halda & Malina (2005).
In der Roten Liste gefährdeter Arten der IUCN wird die Art als „Vulnerable (VU)“, d. h. als gefährdet geführt.

## Nachweise